# Troides oblongomaculatus
Troides oblongomaculatus is een vlinder uit de familie van de pages (Papilionidae). De wetenschappelijke naam van de soort is voor het eerst geldig gepubliceerd in 1779 door Johann August Ephraim Goeze.

## Kenmerken
Beide geslachten zijn vrijwel identiek. De achtervleugels van het mannetje bevatten een omgevouwen rand, waarin de geurschubben zitten.

## Leefwijze
De vlinder bezoekt de rode bloemen van de hibiscus om er nectar uit te drinken.

## Verspreiding en leefgebied
Deze vlindersoort komt voor in grote delen van Indonesië en Nieuw-Guinea van zeeniveau tot op een hoogte van 800 meter.